# 李成仁 (1956年)
李成仁（1956年8月—），男，甘肃民勤人，中华人民共和国政治人物。曾任包头市人民政府副市长、市公安局局长。

## 生平
李成仁长期在内蒙古自治区阿拉善盟公安局工作，2001年12月至2005年3月担任局长。2005年3月至2010年9月，担任兴安盟公安局局长。2010年9月至2013年1月，担任包头市人民政府副市长、公安局局长。2013年1月开始担任包头市人民政府巡视员。2016年12月退休。2021年3月，李成仁因涉嫌严重违纪违法，接受纪律审查和监察调查。同年10月，遭到开除党籍。
李成仁在包头市公安局局长任期内，包头市发生了金利斌自焚案，进而牵扯出惠龙非法吸收公众存款案，涉案十多亿元。李成仁当时担任该案件侦破工作组组长，市委副书记苏誉为案件维稳工作组组长。苏誉在2019年被查。同年被查的还有包头市公安局原副局长黄强，此案牵连出李成仁等人。2011年4月，黄强指使警务保障室主任，从其保管的账外资金中挪用126.56万元，借给李成仁，用于购房。此后李成仁未主动归还这笔钱。
前任包头市公安局局长孟建伟亦在两年前落马，并于2020年6月被判处有期徒刑16年。